# Willard Gaylin
Pour les articles homonymes, voir Gaylin.
Willard Marvin Gaylin, né le 23 février 1925 à Cleveland et mort le 30 décembre 2022 à Valhalla, est un psychiatre américain, professeur de psychiatrie au collège des médecins et chirurgiens de Columbia. Il est cofondateur d'un institut indépendant de recherche en bioéthique, The Hastings Center, avec Dan Callahan (en). Il est également une figure de l'enseignement de la psychanalyse au sein du Centre de formation et recherche en psychanalyse de l'Université Columbia.

## Distinctions et fonctions
Il a reçu diverses récompenses dont la Médaille George E. Daniels pour ses contributions aux soins psychanalytiques, le prix Van Gieson pour ses contributions aux sciences de la santé mentale et le prestigieux prix Henry Beecher décerné par l'école médicale de Harvard pour la fin de vie en bioéthique.
Parmi diverses responsabilités présentes et passées, il est membre du Comité des droits de l’Homme de l'Institut de médecine (en) des États-Unis.

## Au cinéma
Il est cité dans le générique d’ouverture du film Bienvenue à Gattaca : « I not only think that we will tamper with Mother Nature, I think Mother wants us to. » soit "Je ne pense pas seulement que nous allons altérer Mère Nature, je pense que Mère le veut.".